# Bogenhausen

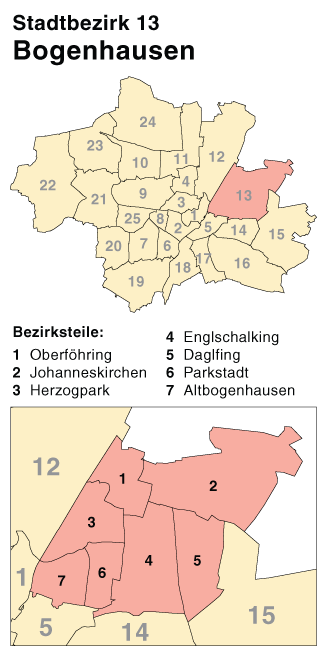
Position du quartier de Bogenhausen

Bogenhausen est l'un des 25 secteurs de la ville de Munich.

## Quartiers de Bogenhausen
- Bogenhausen
- Oberföhring
- Daglfing
- Denning
- Englschalking
- Johanneskirchen
- Zamdorf
- Steinhausen